# همه‌گیرشناسی سیفلیس
| نامعلوم <35 35-70 70-105 105-140 140-175 175-210 | 210-245 245-280 280-315 315-350 350-500 >500 |

مرگ و میر ناشی از سفلیس در میان ۱۰۰٫۰۰۰ نفر از اهالی در سال ۲۰۰۴

آمار گرفته شده نشان می‌دهد که تنها در سال ۱۹۹۹، ۱۲ میلیون مورد جدید آلوده به سفلیس در سراسر جهان مشاهده شد که بیش از ۹۰٪ آنها در کشورهای در حال توسعه زندگی می‌کردند. اگرچه در دهه ۱۹۴۰ به دلیل اینکه پنی‌سیلین به طور گسترده در دسترس و قابل استفاده بود میزان ابتلا کاهش چشم‌گیری داشت، اما پس از آغاز هزاره سوم در بسیاری از کشورها ابتلا به عفونت افزایش یافته و این ابتلا در اکثر موارد با ویروس HIV همراه بوده است. دلیل این افزایش تا حدودی به استفاده از شیوه‌های غیرایمن در رابطه‌های جنسی میان مردانی که با مردان دیگر رابطه جنسی دارند،  تن‌فروشی، و کاهش استفاده از کاندوم تشخیص داده شده است.
این بیماری در یک سال در میان ۷۰۰٫۰۰۰ تا ۱٫۶ میلیون نفر از زنان باردار دیده شده است، و منجر به سقط خودبه‌خودی، مرده‌زایی و سفلیس مادرزادی شده است. در آفریقای سیاه، سفلیس علت تقریباً ۲۰٪ از مرگ و میرهای قبل از تولد می‌باشد. این میزان به نسبت در میان معتادان تزریقی، کسانی که مبتلا به ویروس اچ‌آی‌وی هستند، و مردان همجنس‌گرا بیشتر است. در آمریکا، میزان سفلیس از سال ۲۰۰۶ در مردان شش برابر بیشتر از زنان بوده است، در حالی‌که این نسبت در سال ۱۹۹۷ تقریباً مساوی بود. در سال ۲۰۱۰بیش از نیمی از مبتلایان به این بیماری آمریکایی‌های افریقایی تبار بودند.
بین قرن‌های ۱۸ و ۱۹ سفلیس در اروپا شیوع زیادی داشته است. در اوایل قرن ۲۰ در کشورهای توسعه‌یافته، عفونت‌ها به سرعت با شیوع استفاده از آنتی‌بیوتیک‌ها کاهش پیدا کردند، و این روند تا دهه‌های ۱۹۸۰ و ۱۹۹۰ ادامه داشت. از سال ۲۰۰۰، نرخ رشد سفلیس در آمریکا، کانادا، انگلستان، استرالیا و اروپا افزایش یافته است، و این روند بیشتر در میان مردان همجنس‌گرا دیده می‌شود. البته در طول این مدت نرخ رشد سفلیس در میان زنان آمریکایی همچنان ثابت بوده و در میان زنان انگلیسی افزایش یافته است، اما این میزان کمتر از میزان رشد این بیماری در بین مردان بوده است. افزایش نرخ رشد این بیماری در میان مردان دگرجنس‌گرا از دهه ۱۹۹۰ در چین و روسیه افزایش یافت. این مسئله به دلیل روابط جنسی ناامن، از قبیل بی‌قیدی جنسی، فحشا، و کاهش استفاده از ابزارهای حفاظتی است.
اگر این بیماری درمان نشود، ۸٪ تا ۵۸٪ احتمال مرگ و میر فرد وجود خواهد داشت، این احتمال در مردان بیشتر است. شدت علایم سفلیس در قرن‌های ۱۹ و ۲۰ میلادی کمتر بوده است، که علت آن تا حدودی به خاطر دسترسی به درمان مؤثر و تا حدودی به خاطر کاهش سرایت اسپیروکت‌ها بوده است. با انجام درمان به موقع، این بیماری عوارض کمی خواهد داشت. سفلیس خطر ابتلا به انتقال ویروس ایدز را دو تا پنج برابر می‌کند (در برخی از مراکز شهری ۳۰-۶۰٪) و امکان ابتلا به عفونت وجود دارد.

## ایران
در ایران سیفلیس از جمله بیماری‌هایی است که شیوع آن نسبت به سایر بیماری‌های آمیرشی مانند سوزاک، تریکومونیازیس و تبخال تناسلی در رده پایین‌تری قرار دارد. به گزارش مرکز مدیریت بیماری‌ها، تعداد افراد مبتلا از ۲۷۱ مورد در سال ۱۳۶۵ به ۲۹۵۲۸ مورد در سال ۱۳۷۹ رسید. البته افزایش آمار مبتلایان می‌تواند به دلیل بهبود و افزایش مرکزهای گزارش‌دهی، افزایش واقعی تعداد مبتلایان، و تجمع نوع علتی یا علامتی باشد. بر اساس توزیع اطلاعات کشوری عفونت‌های آمیزشی در سال ۱۳۸۵، تعداد بیماران مبتلا به سیفلیس ۷۹۵ محاسبه شده بود. این در حالی است که مرکز کنترل بیماری‌های وزارت بهداشت، در همان سال میزان شیوع سیفلیس را تنها در زنان باردار برابر با ۸۵ نفر در هر ۱۰۰٬۰۰۰ اعلام کرد.
طبق آمار سال ۱۳۸۷ در ایران، استان همدان و کرمانشاه بیشترین آمار شیوع سیفلیس را میان زنان و استان کرمانشاه بیشتری آمار را در میان مردان دارا است.
| سال            | ۱۳۶۵ | ۱۳۷۴ | ۱۳۷۷ | ۱۳۷۸ | ۱۳۷۹  | ۱۳۸۵          | ۱۳۹۰ |
| -------------- | ---- | ---- | ---- | ---- | ----- | ------------- | ---- |
| تعداد مبتلایان | ۲۷۱  | ۷۳   | ۱۵۵  | ۳۳۰  | ۲۹۵۲۸ | ۷۹۵ (پیش‌بینی) |      |

## اروپا
نرخ شیوع بیماری در کشورهای شرقی و جنوبی اروپا بیشتر از کشورهایی است که در غرب اروپا واقع شده‌اند.

## هند
در هند به دلیل پیشرفت قابل توجه در مراقبت‌های قبل از تولد، نرخ سفلیس کاهش بسیاری در بین دهه ۱۹۸۰ و ۲۰۰۰ داشته است.

## چین
در چین آمار ابتلا به سفلیس در دهه‌های ۱۹۹۰ تا ۲۰۱۰ افزایش یافته است. وقوع این اتفاق، بعد از موفقیت کمپین کاهشِ ابتلا رخ داد؛ این کمپین در دهه۱۹۵۰ تشکیل شد. آمار این ابتلا در مناطق ساحلی شهری بیش‌تر است؛ این ممکن است حاصل رابطه‌های جنسی یا شاید تشخیص بهتر در این مناطق باشد.